# Nervo
Nervo (estilizado como NERVO) es un dúo australiano de música electrónica formado por las hermanas gemelas Miriam Nervo y Olivia Nervo (n.  Melbourne, Australia, 18 de febrero de 1987). Ocupan el puesto #50 de la encuesta anual realizada en 2024 por la revista DJmag. En 2013 lograron su mejor performance en la lista ubicándose en el número 16. Actualmente residen en Londres.

## Inicios
Miriam y Olivia Nervo (Mim y Liv Nervo) nacieron y se criaron en los suburbios de Melbourne. Las gemelas fueron educadas en el prestigioso Colegio San Pablo en la Cumbre donde ambas destacaron, especialmente en cuanto a cultura musical. Miriam y Olivia comenzaron sus carreras como modelos en Australia con la Agencia de Modelos Chadwick. También fueron embajadoras de L'Oreal Fashion Festival. A la edad de 16 años, el dúo se hizo un nombre en la escena del modelaje, a pesar de que más tarde decidiesen dedicarse a la música. Fueron aceptadas en la academia de la Ópera de Australia, pero decidieron optar por una música más pop para su carrera. A la edad de 18 años, un productor musical con sede en Melbourne les preguntó a las gemelas si querían cantar algunas de sus canciones. 
Las hermanas comenzaron a recibir reconocimiento cuando escribieron Negotiate with Love para la cantante de pop británica, Rachel Stevens, que alcanzó el número 10 en 2006. Desde entonces el dúo ha llegado a escribir para varios artistas de todo el mundo, incluyendo Kesha, Richard Grey, Sophie Ellis-Bextor, Ashley Tisdale e incluso The Pussycat Dolls. Sin embargo, el grupo es quizás más conocido por coescribir con David Guetta y Kelly Rowland la canción número uno When Love Takes Over, que ganaría un Grammy, así también, figurando en las listas musicales de numerosas partes del mundo.

### 2010
En 2010, Nervo apareció en el escenario principal del festival Ultra durante la Winter Music Conference. En marzo de 2010, Nervo anunció un contrato de grabación a nivel mundial con Virgin Records / EMI Music, que incluía una joint venture para lanzar nuevos artistas. Están representadas por William Morris Endeavor para sus propias actividades como DJ's en todo el mundo. Un mes más tarde, NERVO lanzó la canción "This Kind Of Love" a través de su sello independiente en el Reino Unido, Loaded Records. Fue número uno en las listas mundiales de clubes, el número dos en las listas de música del club la semana y el número seis en las listas de éxitos musicales por semana.

### 2011
En junio, Nervo abrió la gira de Britney Spears en el Femme Fatale Tour, junto con Nicki Minaj y Jessie and the Toy Boys. Sus canciones recibieron numerosas críticas favorables, incluyendo una del astronauta Dancing, quien dijo que NERVO son "impresionantes". También se puso en marcha un DJ de Las Vegas, con residencia en el Wynn Las Vegas. En julio, después de tocar en Tomorrowland de Bélgica, que escribió una canción con Afrojack, junto a Dimitri Vegas & Like Mike, "The Way We See The World (Tomorrowland Anthem)" -. Alcanzó el número uno en la lista Beatport Electro House. A esto le siguió con "We're All No One", con Steve Aoki y Afrojack. En agosto, fueron contratadas por Wilhelmina Models, una de las agencias más importantes en la industria de la moda en todo el mundo. 
En septiembre tocaron dos canciones en Pacha (Pacha Group) en Ibiza, en dos de los mejores clubes nocturnos en el evento de David Guetta, "Fuck Me I'm Famous" y después en la fiesta de clausura, Pete Tong's All Gone. Ellas también fueron presentadas en la revista Pacha.
Como compositoras, participaron en el quinto álbum de estudio del DJ y productor francés David Guetta, Nothing but the Beat, con la canción Night of Your Life junto a Jennifer Hudson. En Suecia tuvieron un número uno de iTunes con el tema que escribieron, produjeron y arreglaron verbalmente para Agnes Carlsson llamado "No Go Breaking My Heart". Recientemente, se ha revelado que Madonna ha expresado un gran interés en grabar una canción de ellas para su nuevo álbum. NERVO escribió el sencillo de Nicole Scherzinger, titulado "Try With Me". Además poseen un programa de radio mensual en los EE. UU. llamado NERVOnation, también se puede consultar el programa en la página de NERVO.

### 2012
La canción "YGLA (You're Gonna Love Again)", producido por Avicii, alcanzó la posición número uno en la tabla de Hype Machine. Colaboraron en la reedición del álbum Nothing but the Beat 2.0 de David Guetta, en el track "In My Head" en coproducción con el trío italiano Daddy's Groove.
Actuaron por primera vez en Tenerife (Islas Canarias), en el Arona Summer Festival, celebrado el 10 de agosto.
Tocaron en el Creamfields en Brasil junto a Fat Boy Slim.
También tocaron en el Sunset Music Festival en Tampa, Florida.
Actuación en el festival Tomorrowland, el último fin de semana de julio.
Son parte de la tercera edición del WEDJ's festival en Opium (Barcelona) Barcelona.
Tocaron en Creamfields Buenos Aires Argentina, el día 10 de noviembre (en el Autódromo Oscar y Juan Gálvez de Buenos Aires) y siete días más tarde se presentaron en la Creamfields Perú.
Además tocaron en Creamfields Chile e hicieron aparición en Alternative Stage junto a Fedde Le Grand.

### 2013
Este año tienen pensado lanzar su primer álbum de larga duración a través de Astralwerks aunque no tiene fecha confirmada.
Estuvieron en el festival de música electrónica The Day After que se realiza en Ciudad de Panamá. Formaron parte del festival Ultra en Miami en el cual estuvieron en las 2 semanas. Están confirmadas para el festival "Tomorrowland 2013" & "Creamfields 2013". Durante marzo y abril hacen un Tour en México, llamado Alive Music Festival, en compañía de Dimitri Vegas & Like Mike, Chuckie y Chris Lake.
En abril de 2013 lanzaron el sencillo "Hold On" en coproducción con el DJ y productor holandés R3hab, obteniendo su primer número uno en el Billboard Hot Dance Club Songs. El 19 de abril fue subido a su cuenta oficial de VEVO el video oficial de su sencillo. El 7 de mayo salió el primer pack de remixes de Hold On y su segunda entrega fue publicada el 4 de junio.
Hicieron una colaboración con Armin Van Buuren como productoras incluida en el álbum "Intense" en la canción "Turn This Love Around".
El día 23 de agosto estuvieron en el prestigioso programa de la radio BBC Radio 1 "Essential Mix". En el programa presentaron en exclusiva el sencillo con Ivan Gough & Beverley Knight "Not Taking This No More" y algunos mash-ups propios además de temas originales de otros artistas. El sencillo fue lanzado el 23 de septiembre aunque 2 semanas antes salió el video oficial en el canal de Spinnin Records donde muestra el tour de las Hermanas Nervo, con Ivan Gough & Beverley Knight en Ibiza, donde muestran las comidas y las cosas típicas de Ibiza.
La canción tuvo un éxito moderado en las listas de Beatport llegando a la posición N°3 en la tabla general y N°1 en las listas de electro house, pero solo se mantuvo 4 días en esa posición, siendo reemplazada por la canción de los hermanos belgas Dimitri Vegas & Like Mike y el Productor Holandés Sander Van Doorn - Project T (Martin Garrix Remix).
Este sencillo recibió su primer pack con remixes a cargo de MAKJ i Dj Swat, Yves Larock y Bass King Vs. X-Vertigo
El segundo pack que no tiene fecha está planeado que contendrá remixes de Twoloud y John Dahlback.
La segunda colaboración con los DJs y productores R3hab & Ummet Ozcan. El sencillo titulado "Revolution" fue lanzado oficialmente el 11 de noviembre en la discográfica Spinnin. Obtuvo el N°1 en el portal Beatport 3 días después de su lanzamiento. Fue desbancado del primer puesto por primera vez por "Requiem" de Ten Walls, pero posteriormente retorna a la primera ubicación.
Fue desbancada una segunda vez por "Dare You" del productor holandés Hardwell con las voces de Matthew Koma pero "Revolution" volvió a recuperar el primer puesto. Una tercera vez es desbancado esta vez por "Stampede" de Dimitri Vegas & Like Mike, esta oportunidad en coproducción con los canadienses DVBBS & Borgeous, pero "Revolution" regresó a la primera posición una vez más estando en total un mes en las listas de Beatport.
El 20 de septiembre cerraron la temporada de WEDJ's en Opium (Barcelona) uno de los clubes con más relevancia de la ciudad de Barcelona.
En enero de 2014 se lanzó la versión vocal de "Revolution" por el sello Spinnin' Records y su video oficial fue lanzado el 17 de diciembre de 2013, incluyendo esta versión editada.

### 2014-2016
A comienzos de 2015 en su gira tocaron en Estados Unidos, Colombia (en el Summerland Festival), y también por primera vez en el Punta del Este Summer Festival, en Uruguay, en el que también participó David Guetta. Se presentaron en Pueblo Límite, en Villa Gesell, Argentina.
Tocaron en Paraguay en el Road to Ultra donde el público paraguayo las ovacionó y quedaron muy contentos por su actuación. 
El 12 de octubre tocaron en Chile en la versión número dos del Ultra Music Festival Chile.
En esta gira se une también Ecuador siendo Salinas la sede del espectáculo programado para el mes de enero de 2014. Presentándose también por primera vez en Guatemala el 10 de enero de 2014 junto a Deorro.
El 12 de enero se presentaron en el festival de música electrónica The Day After que se realizó en Ciudad de Panamá por segunda ocasión tocando "Revolution" junto a R3hab. Las gemelas tocaron en la majestuosa fiesta electrónica 'Sensation White' el 31 de enero. El 25 de marzo asistieron al festival que se lleva a cabo cada año en el Estado de Veracruz (México), Cumbre Tajin, donde también asistieron artistas como Afrojack y Samantha Ronson. El 29 de marzo las dos gemelas actuaron en el Ultra Music Festival (UMF) de Miami donde hicieron una gran actuación con canciones como "Revolution", "Like Home" o "Hold On". Ese verano, fueron DJ's residentes en Ushuaia Ibiza. La fiesta se llama "Guetta College & friends" y son teloneras de David Guetta como artista principal, donde compartieron el escenario con Afrojack, Martin Garrix y Nicky Romero entre otros. El 6 de junio presentaron junto a Duane Harden "Sunshine Thru Rain Clouds". El 18 de agosto presentaron junto a R3hab & Ayah Marar "Ready For The Weekend". El 3 y 4 de octubre se presentaron en Bogotá y Medellín (Colombia) respectivamente, como parte de la gira mundial de Life In Color. En febrero de 2015 lanzaron el track llamado "It Feels" que formara parte de su nuevo álbum Collateral.
En julio de 2015, finalmente lanzaron su álbum debut Collateral, del que se desprenden sencillos como "Hey Ricky", "Haute Mess" y "The Other Boys" e incluye destacadas colaboraciones como Nile Rodgers y Kylie Minogue y Jake Shears de Scissor Sisters.
2016 las ha visto continuar sus residencias en reconocidas discotecas como Ushuaia en Ibiza y Omnia de Las Vegas. Han llegado al escenario principal de algunos de los mayores festivales del mundo (EDC, Creamfields, Tomorrowland) y han lanzado una gran cantidad de nuevos éxitos como el lanzando por Big Beat Records, "People Grinnin'" junto a The Child Of Lov, el cual lideró el Billboard Dance Club Songs. También lanzaron EP de versiones remezcladas de éxitos como "Let It Go" con Nicky Romero y "Bulletproof" junto a Harrison Miya.

### 2019
Las hermanas NERVO se alzaron con el número uno del TOP 100 de DJane Mag un año más, centrada sólo en las mujeres de la industria, lo cual era de esperar siendo las reinas indiscutibles de la electrónica mainstream.

## Discografía
- 2015: Collateral

## Ranking DJmag
| DJ    | 2012 | 2013 | 2014 | 2015 | 2016 | 2017 | 2018 | 2019 | 2020 | 2021 | 2022 | 2024 |
| ----- | ---- | ---- | ---- | ---- | ---- | ---- | ---- | ---- | ---- | ---- | ---- | ---- |
| NERVO | 46°  | 16°  | 21°  | 24°  | 45°  | 42°  | 27°  | 24°  | 20°  | 18°  | 40°  | 50°  |

## Ranking DJane
| DJ    | 2017 | 2018 | 2019 | 2020 | 2021 | 2022 |
| ----- | ---- | ---- | ---- | ---- | ---- | ---- |
| NERVO | 1°   | 1°   | 1°   | 1°   | 2°   | 3°   |